# Antonina Ordina
Antonina Giennadijewna Ordina (ros. Антонина Геннадьевна Ордина, ur. 24 stycznia 1962 w Narjan-Marze) – rosyjska biegaczka narciarska, od 1994 roku reprezentująca Szwecję, trzykrotna medalistka mistrzostw świata.

## Kariera
Jej pierwszą międzynarodową imprezą były mistrzostwa świata w Oberstdorfie w 1987 roku, gdzie wspólnie z Niną Gawriluk, Łarisą Pticyną i Anfisą Riezcową wywalczyła złoty medal w sztafecie 4 × 5 km. Na tych samych mistrzostwach zajęła także 9. miejsce w biegu na 20 km techniką dowolną. Na swój kolejny start na mistrzostwach musiała czekać osiem lat, aż do mistrzostw świata w Thunder Bay. W międzyczasie, w 1994 roku uzyskała szwedzkie obywatelstwo i od tego czasu reprezentowała Szwecję. Na kanadyjskich mistrzostwach zdobyła brązowy medal na dystansie 30 km techniką dowolną, w którym wyprzedziły ją jedynie zwyciężczyni Jelena Välbe z Rosji oraz druga na mecie Manuela Di Centa z Włoch. Ponadto wraz z Anną Frithioff, Marie-Helene Westin i Anette Fanqvist wywalczyła brązowy medal także w sztafecie. Dwa lata później, podczas mistrzostw świata w Trondheim, zajęła między innymi siódme miejsce w biegu na 5 km techniką klasyczną oraz ósme w biegu pościgowym 5+10 km. Wystąpiła także na mistrzostwach świata w Ramsau w 1999 roku w swoim najlepszym starcie, w biegu pościgowym 5+10 km zajmując siódme miejsce. Na kolejnych mistrzostwach świata już nie startowała.
W 1994 roku wzięła udział w igrzyskach olimpijskich w Lillehammer. Były to jej pierwsze igrzyska, reprezentowała już wtedy Szwecję. Plasowała się tam w okolicach dziesiątego miejsca, jej najlepszym wynikiem było siódme miejsce w biegu na 15 km techniką dowolną, a w swoim najsłabszym starcie tych igrzysk, w biegu na 30 km stylem klasycznym była jedenasta. Razem z koleżankami z reprezentacji zajęła także szóste miejsce w sztafecie. Cztery lata później, podczas igrzysk olimpijskich w Nagano ponownie zajęła 11. miejsce na dystansie 30 km techniką klasyczną, ale tym razem był to jej najlepszy indywidualny wynik. W sztafecie Szwedki z Ordnią w składzie zajęły ósmą pozycję.
Najlepsze wyniki w Pucharze Świata odnosiła w sezonie 1998/1999, kiedy to zajęła 10. miejsce w klasyfikacji generalnej. Ośmiokrotnie stawała na podium zawodów Pucharu Świata, nigdy nie zwyciężyła. W sezonach 2000/2001 i 2001/2002 była najlepsza w klasyfikacji generalnej FIS Marathon Cup. W 2002 roku zakończyła karierę.

## Osiągnięcia

### Igrzyska olimpijskie
| Miejsce | Dzień     | Rok  | Miejscowość | Konkurencja             | Czas biegu | Strata  | Zwyciężczyni     |
| ------- | --------- | ---- | ----------- | ----------------------- | ---------- | ------- | ---------------- |
| 7.      | 13 lutego | 1994 | Lillehammer | 15 km stylem dowolnym   | 39:44,5    | +2:44,6 | Manuela Di Centa |
| 10.     | 15 lutego | 1994 | Lillehammer | 5 km stylem klasycznym  | 14:08,8    | +50,4   | Lubow Jegorowa   |
| 9.      | 17 lutego | 1994 | Lillehammer | 5+10 km pościgowy       | 41:38,9    | +1:52,8 | Lubow Jegorowa   |
| 6.      | 21 lutego | 1994 | Lillehammer | Sztafeta 4 × 5 km       | 57:12,5    | +2:53,3 | Rosja            |
| 11.     | 24 lutego | 1994 | Lillehammer | 30 km stylem klasycznym | 1:25:41,6  | +2:57,6 | Manuela Di Centa |
| 19.     | 8 lutego  | 1998 | Nagano      | 15 km stylem klasycznym | 46:55,4    | +3:17,2 | Manuela Di Centa |
| 24.     | 10 lutego | 1998 | Nagano      | 5 km stylem klasycznym  | 17:37,9    | +1:12,8 | Łarisa Łazutina  |
| 19.     | 12 lutego | 1998 | Nagano      | 5+10 km pościgowy       | 46:06,9    | +2:05,7 | Łarisa Łazutina  |
| 8.      | 15 lutego | 1998 | Nagano      | Sztafeta 4 × 5 km       | 55:13,5    | +2:40,2 | Rosja            |
| 11.     | 20 lutego | 1998 | Nagano      | 30 km stylem dowolnym   | 1:22:01,5  | +4:12,3 | Julija Czepałowa |

### Mistrzostwa świata
| Miejsce | Dzień     | Rok  | Miejscowość | Konkurencja             | Czas biegu | Strata  | Zwyciężczyni                   |
| ------- | --------- | ---- | ----------- | ----------------------- | ---------- | ------- | ------------------------------ |
| 1.      | 18 lutego | 1987 | Oberstdorf  | Sztafeta 4 × 5 km       | 58:08,8    | –       | –                              |
| 9.      | 20 lutego | 1987 | Oberstdorf  | 20 km stylem dowolnym   | 57:20,5    | +1:59,4 | Marie-Helene Westin            |
| 14.     | 10 marca  | 1995 | Thunder Bay | 15 km stylem klasycznym | 41:27,5    | +3:30,8 | Łarisa Łazutina                |
| 10.     | 12 marca  | 1995 | Thunder Bay | 5 km stylem klasycznym  | 15:23,7    | +57,9   | Łarisa Łazutina                |
| 6.      | 14 marca  | 1995 | Thunder Bay | 5+10 km pościgowy       | 43:19,6    | +1:29,6 | Łarisa Łazutina                |
| 3.      | 16 marca  | 1995 | Thunder Bay | Sztafeta 4 × 5 km       | 53:47,6    | +1:31,1 | Rosja                          |
| 3.      | 18 marca  | 1995 | Thunder Bay | 30 km stylem dowolnym   | 1:16:27,3  | +31,3   | Jelena Välbe                   |
| 21.     | 21 lutego | 1997 | Trondheim   | 15 km stylem dowolnym   | 36:28,2    | +2:38,5 | Jelena Välbe                   |
| 7.      | 23 lutego | 1997 | Trondheim   | 5 km stylem klasycznym  | 13:32,7    | +10,6   | Jelena Välbe                   |
| 8.      | 24 lutego | 1997 | Trondheim   | 5+10 km pościgowy       | 39:13,5    | +1:34,8 | Stefania Belmondo Jelena Välbe |
| 8.      | 27 lutego | 1997 | Trondheim   | Sztafeta 4 × 5 km       | 56:40,2    | +2:32,0 | Rosja                          |
| 18.     | 23 lutego | 1997 | Trondheim   | 30 km stylem klasycznym | 1:23:04,9  | +5:36,0 | Jelena Välbe                   |
| 9.      | 19 lutego | 1999 | Ramsau      | 15 km stylem dowolnym   | 38:49,0    | +2:27,3 | Stefania Belmondo              |
| 13.     | 22 lutego | 1999 | Ramsau      | 5 km stylem klasycznym  | 12:49,8    | +52,3   | Bente Skari                    |
| 7.      | 23 lutego | 1999 | Ramsau      | 5+10 km pościgowy       | 42:27,9    | +1:11,1 | Stefania Belmondo              |
| 8.      | 25 lutego | 1999 | Ramsau      | Sztafeta 4 × 5 km       | 53:05,9    | +2:40,3 | Rosja                          |

### Puchar Świata

#### Miejsca w klasyfikacji generalnej
- sezon 1984/1985: 13.
- sezon 1985/1986: 33.
- sezon 1986/1987: 11.
- sezon 1987/1988: 14.
- sezon 1988/1989: 22.
- sezon 1993/1994: 14.
- sezon 1994/1995: 12.
- sezon 1996/1997: 16.
- sezon 1997/1998: 16.
- sezon 1998/1999: 10.
- sezon 1999/2000: 31.
- sezon 2000/2001: 85.

#### Miejsca na podium
| Nr | Dzień      | Rok  | Miejscowość | Konkurencja             | Czas biegu  | Strata      | Miejsce | Zwycięzca             |
| -- | ---------- | ---- | ----------- | ----------------------- | ----------- | ----------- | ------- | --------------------- |
| 1. | 13 grudnia | 1984 | Val di Sole | 5 km stylem klasycznym  | ?           | ?           | 2.      | Britt Pettersen       |
| 2. | 28 lutego  | 1987 | Lahti       | 5 km stylem dowolnym    | ?           | ?           | 3.      | Marjo Matikainen      |
| 3. | 16 grudnia | 1987 | Bohinj      | 10 km stylem dowolnym   | ?           | ?           | 3.      | Tamara Tichonowa      |
| 4. | 9 stycznia | 1988 | Leningrad   | 10 km stylem klasycznym | ?           | ?           | 3.      | Inger Helene Nybråten |
| 5. | 18 marca   | 1995 | Thunder Bay | 30 km stylem dowolnym   | 1:15:27.3 h | +1:31.3 min | 3.      | Jelena Välbe          |
| 6. | 12 grudnia | 1998 | Dobbiaco    | 5 km stylem dowolnym    | 12:52.1 min | +11.5 s     | 2.      | Kateřina Neumannová   |
| 7. | 13 grudnia | 1998 | Dobbiaco    | 10 km stylem klasycznym | 41:50.7 min | +31.4 s     | 3.      | Bente Skari           |
| 8. | 5 stycznia | 1999 | Otepää      | 10 km stylem klasycznym | 30:08.6 min | +32.8 s     | 2.      | Bente Skari           |

### FIS Marathon Cup

#### Miejsca w klasyfikacji generalnej
- sezon 2000/2001 – 1.
- sezon 2001/2002 – 1.

#### Miejsca na podium
| Nr | Dzień       | Rok  | Zawody               | Konkurencja             | Czas biegu  | Strata      | Miejsce | Zwycięzca            |
| -- | ----------- | ---- | -------------------- | ----------------------- | ----------- | ----------- | ------- | -------------------- |
| 1. | 10 lutego   | 2001 | Finlandia-hiihto     | 60 km stylem klasycznym | ?           | -           | 1.      | -                    |
| 2. | 24 lutego   | 2001 | American Birkebeiner | 51 km stylem klasycznym | 2:48:20.7 h | +16.1 s     | 2.      | Nadieżda Sliesariewa |
| 3. | 4 marca     | 2001 | Bieg Wazów           | 90 km stylem klasycznym | 4:31:05 h   | +14.57 min  | 3.      | Ulrica Persson       |
| 4. | 27 stycznia | 2002 | Marcialonga          | 45 km stylem dowolnym   | 2:29.0 h    | +9 s        | 2.      | Anna Santer          |
| 5. | 10 lutego   | 2002 | Tartu Maraton        | 27 km stylem klasycznym | 1:20:01.0 h | +2:02.5 min | 2.      | Elin Nilsen          |
| 6. | 17 lutego   | 2002 | Transjurassienne     | 46 km stylem dowolnym   | 1:54:04.0 h | -           | 1.      | -                    |
| 7. | 3 marca     | 2002 | Bieg Wazów           | 90 km stylem klasycznym | 4:38.5 h    | +3.8 s      | 3.      | Swietłana Nagiejkina |